# رتنباخ (فالتس علیا)
رتنباخ (به آلمانی: Rettenbach) یک شهر در آلمان است که در Cham واقع شده‌است.